# Spinale Muskelatrophie mit Atemnot Typ 2
Die Spinale Muskelatrophie mit Atemnot Typ 2 (SMARD2) ist eine sehr seltene angeborene Form einer Spinalen Muskelatrophie mit bereits frühzeitig bestehender Atemnot. Sie gehört zu den Motoneuron-Krankheiten, das Rückenmark ist betroffen. Die Krankheit führt zur fortschreitenden Atrophie der Körpermuskulatur.
Synonyme sind: Schwere infantile axonale Neuropathie mit Atemversagen Typ 2; Spinale Muskelatrophie, diaphragmatische, Typ 2; X-chromosomale spinale Muskelatrophie mit Atemnot 
Die Beschreibung stammt aus dem Jahre 2014 durch die US-amerikanischen Ärzte Russell J. Butterfield, Tamara J. Stevenson, Lingyan Xing und Mitarbeiter.

## Verbreitung
Die Häufigkeit wird mit unter 1 zu 1.000.000 angegeben, bislang existiert lediglich ein Bericht. Die Vererbung erfolgt vermutlich X-chromosomal-rezessiv.

## Ursache
Der Erkrankung liegen Mutationen im  LAS1L-Gen auf dem X-Chromosom Genort q12 zugrunde, welches für den LAS1-Like Ribosome Biogenesis Factor kodiert.
Mutationen in diesem Gen liegen auch beim Wilson-Turner-Syndrom vor.

## Klinische Erscheinungen
Klinische Kriterien sind:
- Manifestation als Neugeborenes
- frühzeitige Atemschwäche mit Ateminsuffizienz
- Zwerchfelllähmung, distal betonte Muskelschwäche, mäßig ausgeprägte Kontrakturen der Zehen und Finger
- Faszikulationen der Zunge
- erhaltene Eigenreflexe

## Diagnose
Technisch finden sich beinbetont vermindertes Compound Muscle Action Potential, sensible Nervenaktionspotenziale normal, in der Elektromyografie distal verminderte Ansprechrate (recruitment), Kernspintomographie des Gehirns, Elektroenzephalografie und Liquoruntersuchung sind normal.

## Differentialdiagnostik
Abzugrenzen sind die sehr ähnliche Spinale Muskelatrophie mit Atemnot Typ 1 sowie 
- Spinale Muskelatrophie
- Autosomal-rezessive letale neonatale axonale sensorimotorische Polyneuropathie[6]
- Kongenitale Hypomyelinisierende Neuropathie Typ 3[7]
- Infantile Axonal Polyneuropathy with Respiratory Failure[8]
- SPG31 (Axonal neuropathy & Diaphragm palsy, Congenital)[9]
- Schwere früh-beginnende axonale Neuropathie durch MFN2-Mangel[10]
- Brown-Vialetto-van-Laere-Syndrom
- Mitochondrial phosphate carrier deficiency[11]
- EMARDD[12]